# Natação nos Jogos Olímpicos de Verão de 2012 - 200 m medley feminino
A competição dos 200 metros medley feminino da natação nos Jogos Olímpicos de Verão de 2012 foi disputada nos dias 30 e 31 de julho no Centro Aquático de Londres.

## Medalhistas
| Ouro   | CHN Ye Shiwen        |
| Prata  | AUS Alicia Coutts    |
| Bronze | USA Caitlin Leverenz |

## Recordes
Antes desta competição, os recordes mundiais e olímpicos da prova eram os seguintes:
| Tipo | Atleta         | Tempo   | Local  | Data                 |
| ---- | -------------- | ------- | ------ | -------------------- |
|      | Ariana Kukors  | 2:06.15 | Roma   | 27 de julho de 2009  |
|      | Stephanie Rice | 2:08.45 | Pequim | 13 de agosto de 2008 |

Os seguintes recordes mundiais ou olímpicos foram estabelecidos durante esta competição:
| Data        | Evento    | Atleta        | Tempo   | Notas            |
| ----------- | --------- | ------------- | ------- | ---------------- |
| 30 de julho | Semifinal | CHN Ye Shiwen | 2:08.39 | Recorde olímpico |
| 31 de julho | Final     | CHN Ye Shiwen | 2:07.57 | Recorde olímpico |

## Resultados

### Eliminatórias
| Pos. | Elim. | Raia | Nadadora                | CON                 | Tempo   | Notas            |
| ---- | ----- | ---- | ----------------------- | ------------------- | ------- | ---------------- |
| 1    | 5     | 4    | Ye Shiwen               | CHN China           | 2:08.90 | Q                |
| 2    | 5     | 6    | Kirsty Coventry         | ZIM Zimbabwe        | 2:10.51 | Q                |
| 3    | 4     | 5    | Caitlin Leverenz        | USA Estados Unidos  | 2:10.63 | Q                |
| 4    | 4     | 3    | Katinka Hosszú          | HUN Hungria         | 2:10.68 | Q                |
| 5    | 4     | 4    | Alicia Coutts           | AUS Austrália       | 2:10.74 | Q                |
| 6    | 3     | 5    | Mireia Belmonte         | ESP Espanha         | 2:11.73 | Q                |
| 7    | 3     | 4    | Ariana Kukors           | USA Estados Unidos  | 2:11.94 | Q                |
| 8    | 3     | 6    | Evelyn Verrasztó        | HUN Hungria         | 2:12.17 | Q                |
| 9    | 5     | 5    | Stephanie Rice          | AUS Austrália       | 2:12.23 | Q                |
| 10   | 5     | 3    | Hannah Miley            | GBR Grã-Bretanha    | 2:12.27 | Q                |
| 11   | 3     | 2    | Theresa Michalak        | GER Alemanha        | 2:12.75 | Q                |
| 12   | 3     | 1    | Amit Ivry               | ISR Israel          | 2:13.29 | Q,               |
| 13   | 3     | 7    | Li Jiaxing              | CHN China           | 2:13.43 | Q                |
| 14   | 5     | 2    | Izumi Kato              | JPN Japão           | 2:13.85 | Q                |
| 15   | 4     | 2    | Beatriz Gómez Cortés    | ESP Espanha         | 2:13.93 | Q                |
| 16   | 3     | 8    | Joanna Maranhão         | BRA Brasil          | 2:14.26 | Q                |
| 17   | 3     | 3    | Erica Morningstar       | CAN Canadá          | 2:14.32 |                  |
| 18   | 2     | 5    | Hanna Dzerkal           | UKR Ucrânia         | 2:14.55 |                  |
| 19   | 2     | 4    | Lisa Zaiser             | AUT Áustria         | 2:14.56 |                  |
| 20   | 5     | 7    | Stina Gardell           | SWE Suécia          | 2:14.70 |                  |
| 21   | 4     | 6    | Sophie Allen            | GBR Grã-Bretanha    | 2:14.72 |                  |
| 22   | 2     | 7    | Sycerika McMahon        | IRL Irlanda         | 2:14.76 |                  |
| 23   | 4     | 7    | Choi Hye-Ra             | KOR Coreia do Sul   | 2:14.91 |                  |
| 24   | 4     | 1    | Kathryn Meaklim         | RSA África do Sul   | 2:15.25 |                  |
| 25   | 2     | 3    | Ranohon Amanova         | UZB Uzbequistão     | 2:15.37 |                  |
| 26   | 5     | 1    | Natalie Wiegersma       | NZL Nova Zelândia   | 2:16.24 |                  |
| 27   | 2     | 2    | Erica Dittmer           | MEX México          | 2:16.54 | Recorde nacional |
| 28   | 2     | 6    | Eygló Ósk Gústafsdóttir | ISL Islândia        | 2:16.81 | Recorde nacional |
| 28   | 1     | 4    | Katarína Listopadová    | SVK Eslováquia      | 2:16.81 |                  |
| 30   | 2     | 1    | Kim Daniela Pavlin      | CRO Croácia         | 2:17.17 |                  |
| 31   | 1     | 3    | Cheng Wan-Jung          | TPE Taipé Chinês    | 2:17.39 |                  |
| 32   | 4     | 8    | Barbora Závadová        | CZE República Checa | 2:17.54 |                  |
| 33   | 1     | 5    | Emilia Pikkarainen      | FIN Finlândia       | 2:17.66 |                  |
| 34   | 5     | 8    | Ekaterina Andreeva      | RUS Rússia          | 2:17.84 |                  |

### Semifinal

#### Semifinal 1
| Pos. | Raia | Nadadora         | CON              | Tempo   | Notas |
| ---- | ---- | ---------------- | ---------------- | ------- | ----- |
| 1    | 5    | Katinka Hosszú   | HUN Hungria      | 2:10.74 | Q     |
| 2    | 2    | Hannah Miley     | GBR Grã-Bretanha | 2:10.89 | Q     |
| 3    | 4    | Kirsty Coventry  | ZIM Zimbabwe     | 2:10.93 | Q     |
| 4    | 6    | Evelyn Verrasztó | HUN Hungria      | 2:11.53 |       |
| 5    | 3    | Mireia Belmonte  | ESP Espanha      | 2:11.54 |       |
| 6    | 7    | Amit Ivry        | ISR Israel       | 2:13.31 |       |
| 7    | 1    | Izumi Kato       | JPN Japão        | 2:14.47 |       |
| 8    | 8    | Joanna Maranhão  | BRA Brasil       | 2:14.74 |       |

#### Semifinal 2
| Pos. | Raia | Nadadora             | CON                | Tempo   | Notas |
| ---- | ---- | -------------------- | ------------------ | ------- | ----- |
| 1    | 4    | Ye Shiwen            | CHN China          | 2:08.39 | Q,    |
| 2    | 3    | Alicia Coutts        | AUS Austrália      | 2:09.83 | Q     |
| 3    | 5    | Caitlin Leverenz     | USA Estados Unidos | 2:10.06 | Q     |
| 4    | 6    | Ariana Kukors        | USA Estados Unidos | 2:10.08 | Q     |
| 5    | 2    | Stephanie Rice       | AUS Austrália      | 2:10.80 | Q     |
| 6    | 1    | Li Jiaxing           | CHN China          | 2:12.69 |       |
| 7    | 7    | Theresa Michalak     | GER Alemanha       | 2:13.24 |       |
| 8    | 8    | Beatriz Gómez Cortés | ESP Espanha        | 2:15.12 |       |

### Final
| Pos.              | Raia | Nadadora         | CON                | Tempo   | Notas |
| ----------------- | ---- | ---------------- | ------------------ | ------- | ----- |
| Medalha de ouro   | 4    | Ye Shiwen        | CHN China          | 2:07.57 | ,     |
| Medalha de prata  | 5    | Alicia Coutts    | AUS Austrália      | 2:08.15 |       |
| Medalha de bronze | 3    | Caitlin Leverenz | USA Estados Unidos | 2:08.95 |       |
| 4                 | 7    | Stephanie Rice   | AUS Austrália      | 2:09.55 |       |
| 5                 | 6    | Ariana Kukors    | USA Estados Unidos | 2:09.83 |       |
| 6                 | 8    | Kirsty Coventry  | ZIM Zimbabwe       | 2:11.13 |       |
| 7                 | 1    | Hannah Miley     | GBR Grã-Bretanha   | 2:11.29 |       |
| 8                 | 2    | Katinka Hosszú   | HUN Hungria        | 2:14.19 |       |

Legenda
| Recorde mundial      | Recorde mundial (World record)               |                       | Recorde africano                      | Recorde africano (African) |                                           | Q | Classificado por posição (Qualified) |
| Recorde olímpico     | Recorde olímpico (Olympic record)            | Recorde da América    | Recorde da América (Americas)         | q                          | Classificado por melhor tempo (Qualified) |   |                                      |
| Melhor marca do ano  | Melhor marca do ano (World leading)          | Recorde asiático      | Recorde asiático (Asian)              | DNS                        | Não largou (Did not start)                |   |                                      |
| Recorde nacional     | Recorde nacional (National record)           | Recorde europeu       | Recorde europeu (European)            | DNF                        | Não terminou (Did not finish)             |   |                                      |
| Recorde pessoal      | Recorde pessoal do atleta (Personal best)    | Recorde da Oceania    | Recorde da Oceania (Oceania)          | DSQ / DQ                   | Desclassificado (Disqualified)            |   |                                      |
| Recorde da temporada | Recorde da temporada do atleta (Season best) | Recorde sul-americano | Recorde sul-americano (South America) | NM                         | Sem marca (No mark)                       |   |                                      |